# Thermae 2000

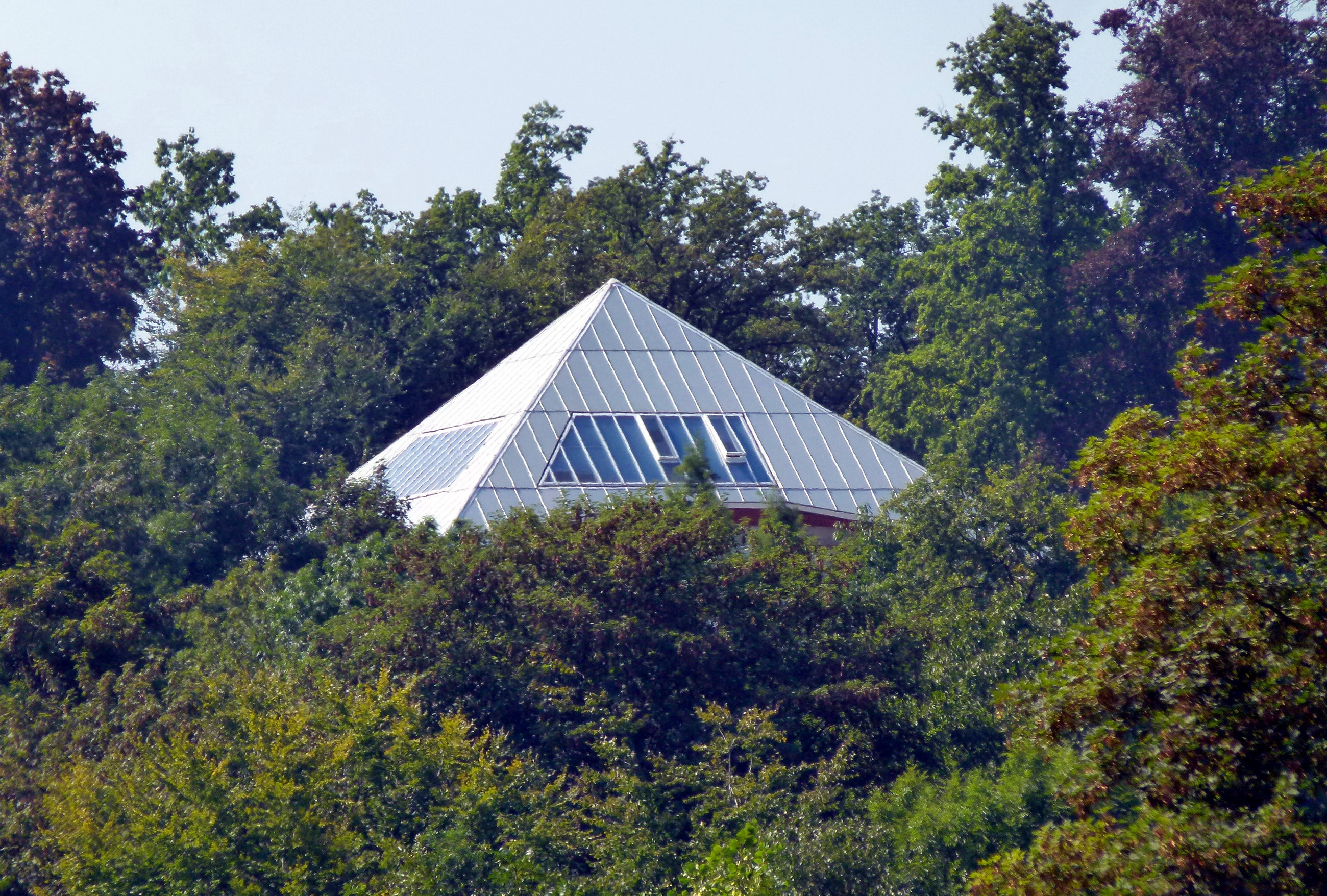
De top van een van de piramides van Thermae 2000, uitstekend boven de bomen

Thermae 2000 is een Nederlands kuuroord gelegen op de Cauberg in Valkenburg. Het kuuroord beschikt over binnen- en buitenbassins met warm water uit plaatselijke bronnen, een saunalandschap, faciliteiten voor externe lichaamsbehandelingen, faciliteiten voor fysiotherapie en hydrotherapie, verschillende vormen van horeca en een hotel met 60 kamers. Het is in 1989 geopend en laat weten het eerste kuuroord in Nederland te zijn.

## Geschiedenis

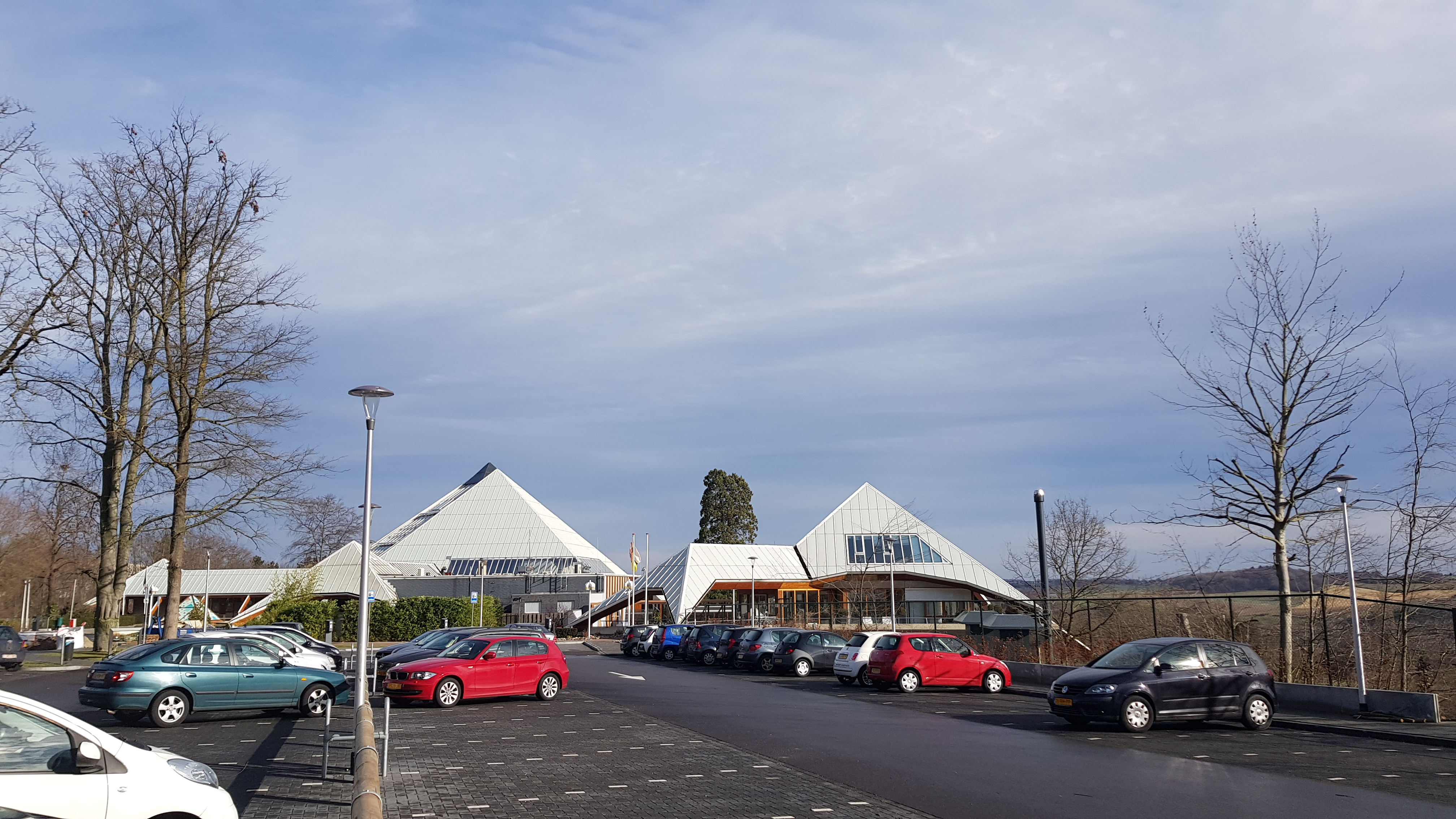
Entree en parkeerterrein Thermae 2000

Thermae 2000 is de concretisering van de ideeën van de fysiotherapeuten M.A.M. Jaspars en M.H.W. Verschuur. Verschuur en Jaspars hebben twaalf jaar gedaan over de uitvoering van hun ideeën. Het getal 2000 in de naam van het bedrijf is gebaseerd op de voorletter M. van Verschuur en Jaspars. In de Romeinse telling betekent de letter “M” 1000. Twee maal “M” is dus 2000. Sinds maart 1993 beschikt Thermae 2000 over een hotel met 60 kamers en juniorsuites. Iedere kamer beschikt over een bad met warm water uit eigen bronnen.

## Waterbronnen
De basis voor Thermae 2000 wordt gevormd door drie bronnen die ter plaatse zijn aangeboord. De eerste bron, op 80 meter diepte, zorgt voor drinkbaar mineraalwater. De bron wordt bereikt met een meertraps-centrifugaalpomp die aan een pijp hangt op een diepte van 57 meter. De maximale opvoerhoogte van de pomp is 100 meter, met een maximale pompcapaciteit van 17 kubieke meter waterverplaatsing per uur. Het drinkwater wordt gedeeltelijk ontkalkt; het water heeft een hardheid van 17 °DH, wat wordt teruggebracht naar 5 °DH.
De andere twee bronnen, op een diepte van 381 meter, leveren het water van circa 24,6 °C voor de binnen- en buitenbaden dat nog wordt bijgewarmd. Ook het water uit de warme thermaalwaterbronnen wordt opgepompt met meertraps-centrifugaalpompen.  De maximale pompcapaciteit per pomp is 25 kuub water per uur.
Het thermaalwater wordt middels ontijzering voorbehandeld. Er zit een hoge concentratie ijzer in het water. IJzer heeft de eigenschap dat het gaat roesten als dit in contact komt met zuurstof. Het water zou dan bruin worden, hetgeen niet de bedoeling is.

### Predicaten
Thermae 2000 is aangesloten bij de Vereniging Erkende Nederlandse Kuuroorden (VENK). Een erkenning die wordt verleend aan kuurcentra met warm water dat ter plaatse wordt gewonnen. Naast de verplichte metingen en tests wordt de kwaliteit van het thermale water, zowel in de binnen- en buitenbaden, voortdurend door computers geregistreerd. Daarnaast worden er dagelijks meerdere handmatige controles uitgevoerd.